# Mehrfachfrankatur

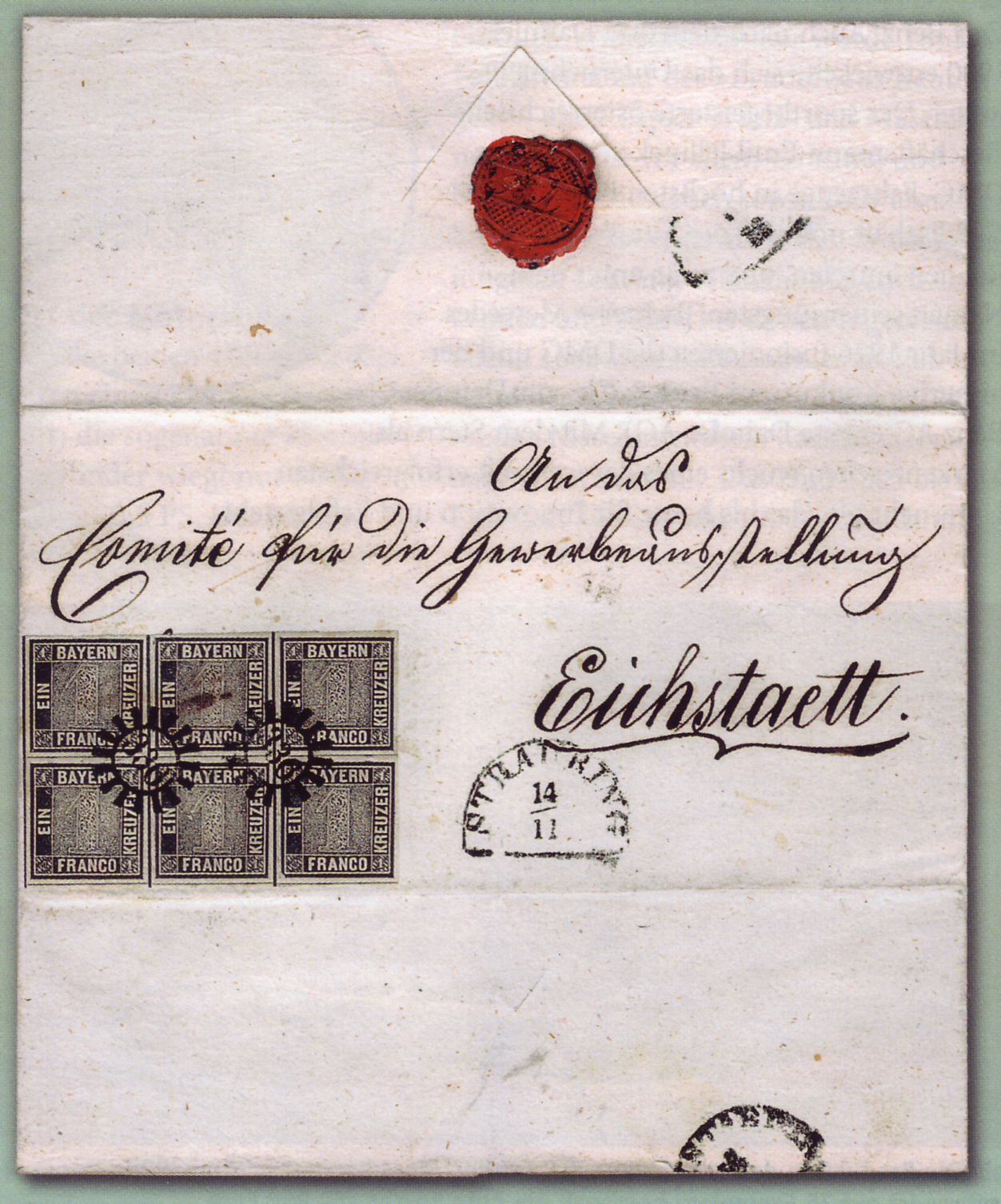
Der berühmte Eichstätt-Brief mit einer Mehrfachfrankatur der ersten Briefmarke Bayerns

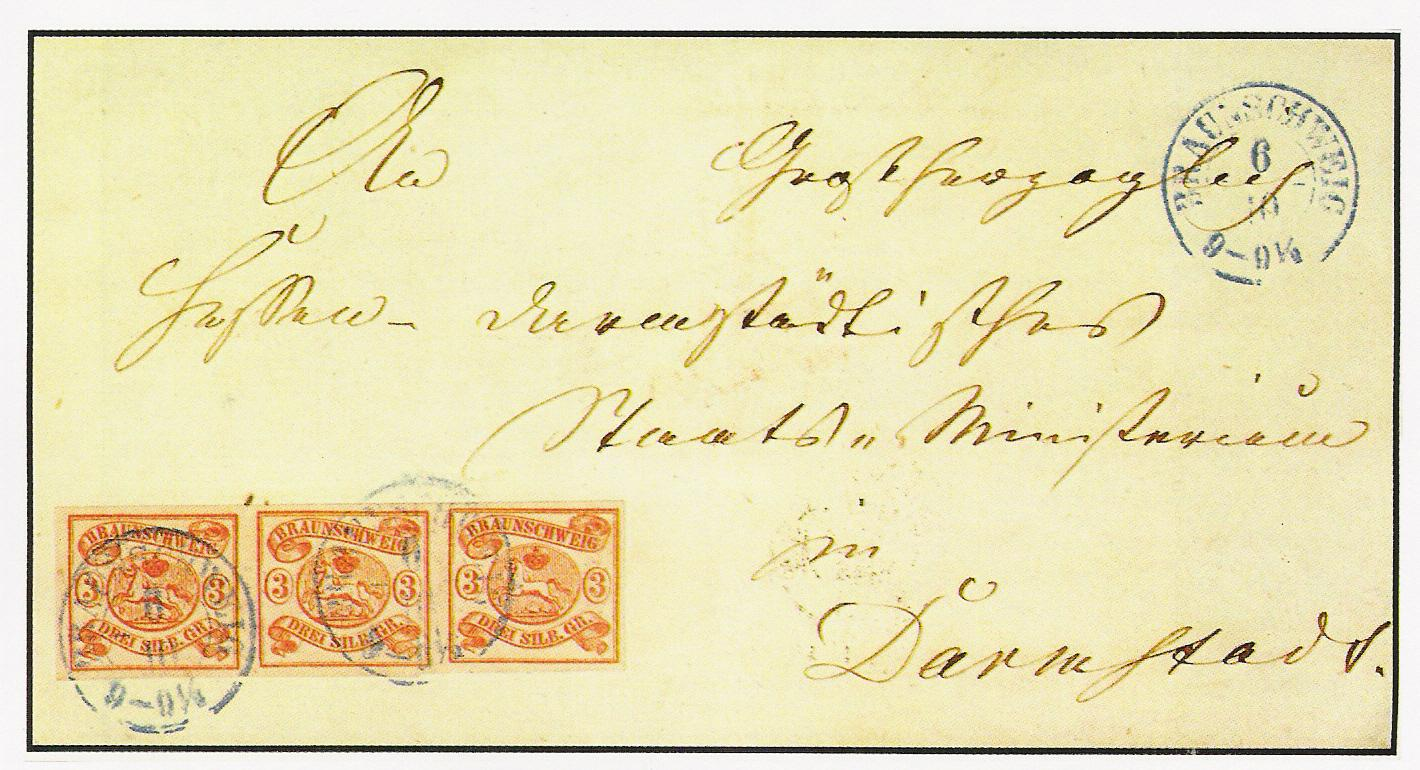
Mehrfachfrankatur 3-Silber-Groschen Braunschweig

Als Mehrfachfrankatur (MeF) wird eine Form der Freimachung von postalischen Sendungen bezeichnet, bei der mehrere Postwertzeichen gleicher Zeichnung und gleicher Wertstufe verwendet wurden.  Eine Mehrfachfrankatur liegt auch dann vor, „wenn sich die Frankatur aus verschiedenen Unterarten der gleichen Briefmarke (z. B. gleiche Marken mit unterschiedlichen Zähnungen) zusammensetzt“.
Die Ursachen für eine Mehrfachfrankatur liegen zumeist darin begründet, dass der Absender einer Postsendung nur über Freimarken verfügt, die einen geringeren als den zur Freimachung erforderlichen Wert aufweisen.
Werden zahlreiche Marken der gleichen Wertstufe und Ausgabe verwendet, spricht man auch von einer Vielfachfrankatur. 
Zu den Vielfachfrankaturen gehören die sogenannten Zehnfachfrankaturen, wie sie beispielsweise nach der Währungsreform 1948 in der Sowjetischen Besatzungszone (SBZ) auftraten. Die Festlegung der Sowjetischen Militäradministration in Deutschland (SMAD), dass mit Wirkung vom 24. Juni 1948 in der Sowjetischen Besatzungszone und im gesamten Gebiet von Groß-Berlin keine Marken in der alten Reichsmark-Währung mehr verkauft, jedoch die in den Händen der Postbenutzer befindlichen Marken noch bis zum 31. Juli 1948 zu einem Zehntel ihres Frankaturwertes verwendet werden durften, führte zu einem gehäuften Auftreten dieser besonderen Form der Mehrfachfrankatur. 
Für Frankaturen, die bei Währungsumstellung auf einem anderen Umrechnungsfaktor beruhen, wird der Begriff X-fach-Frankatur verwendet. Ein Beispiel dafür bietet Frankreich mit der Einführung des neuen Franc zum 1. Januar 1960. Alle vor diesem Termin verausgabten Briefmarken blieben weiterhin frankaturgültig, waren aber im Verhältnis 100:1 umzurechnen. Heute muss ihr Wert zusätzlich noch in Euro umgerechnet werden.
Ein weiteres Beispiel finden wir in Deutschland, wo am 1. Dezember 1923 die Inflation mit der Einführung der Rentenmark endete. Die Briefmarken in Markwährung durften noch bis zum 31. Dezember 1923 im Verhältnis 10 Milliarden = 1 Rentenpfennig aufgebraucht werden. Da häufig sehr viele Marken auf der Postsendung untergebracht werden mussten, klebte man sie dachziegelartig übereinander. Philatelisten verwenden dafür den Begriff Dachziegelfrankatur.